# نیکلاس تاتتس
نیکلاس تاتتس (انگلیسی: Nicolaas Tates; ۵ مهٔ ۱۹۱۵ – ۲۵ دسامبر ۱۹۹۰) قایقران کایاک اهل پادشاهی هلند بود.